# Тихвин (станция)
Ти́хвин — железнодорожная станция Октябрьской железной дороги в городе Тихвин (Ленинградская область). Расположена на 200-м километре железнодорожной линии Санкт-Петербург — Волховстрой-I — Тихвин — Череповец — Вологда.
Первоначально станция была в составе Петербурго-Вологодской ж. д., с 1907 — Северных железных дорог, затем в составе Николаевской (ныне Октябрьской) железной дороги (до 2010 г. — в составе Волховстроевского отделения).

## История

### Проектирование
Идея постройки Северной железной дороги Санкт-Петербург — Вологда витала в воздухе 30 лет. Ещё в 1870 году изыскатели Волоцкий, Каменщиков, Сорокин и Ланской составили подробную карту, снабдив её «Запиской о железной дороге к Вологде». По ряду причин в то время проект реализован не был. Только через тридцать лет, когда железнодорожное сообщение с Вологдой стало актуальным и приобрело более важный смысл в связи с основанием великого сибирского пути — Транссибирской магистрали, — старый проект, извлеченный из недр архива Института путей сообщения, стали дорабатывать.
Прослышав об этом, тихвинцы заволновались, опасаясь, что железная дорога пройдет мимо. Ведь горожане, находящиеся на расстоянии 131,5 верст от Николаевской железной дороги и 80 верст от пароходной пристани на реке Сясь, были вынуждены для сообщения с губернским центром и столицей пользоваться почтовыми трактами. Такие путешествия стоили дорого, были хлопотными и занимали много времени. Тихвинская Городская Дума ходатайствовала перед правительством о том, чтобы планируемая дорога Санкт-Петербург — Вологда — Вятка непременно пролегла через Тихвин. В подкрепление своей просьбы тихвинцы на специальном заседании Городской Думы обязались бесплатно отвести нужный для вокзала участок городской земли размером 85 десятин.
Проведя экономические расчёты, члены правительства высказали свои соображения государю, и 5 мая 1901 года Николай II утвердил направление железнодорожной линии Санкт-Петербург — Вятка через Тихвин и Вологду. Мало того, 1 сентября 1901 года он подписал указ об отчуждении земель для строительства железной дороги за вознаграждение. По ходатайству настоятеля Тихвинского Большого монастыря архимандрита Иоанникия был отведён участок для постройки вблизи вокзала монастырской часовни. На заседании Городской Думы были избраны депутаты для поднесения министру финансов С. Ю. Витте, министру путей сообщения князю М. И. Хилкову и череповецкому городскому голове И. А. Милютину дипломов на звание почётного гражданина города Тихвина за содействие осуществлению строительства С.-Петербургско — Вятской железной дороги через Тихвин. В Большом монастыре был отслужен молебен перед Тихвинской иконой Божией Матери с благодарением Господа Бога и пожеланием многолетия государю императору.

### Строительство
К строительству Северной железной дороги Санкт-Петербург — Вологда — Вятка приступили в ноябре 1901 года. Начать работы осенью побудило то обстоятельство, что восточные губернии России тогда пострадали от неурожая. Поэтому решено было привлечь на строительство дороги голодающих крестьян из Казанской губернии, в основном татар. Они начали прибывать на станцию Чудово Николаевской железной дороги с ноября 1901 года. Партиями по 500 человек татары шли до Тихвина пешком, преодолевая более 130 верст за пятеро суток. По прибытии в Тихвин татар сразу вели в баню, затем кормили, расселяли по тёплым баракам и крестьянским семьям. Всего в Тихвинский уезд прибыло тогда около 2000 человек.
Подготовительные работы, такие, как рубка просек, устройство временных дорог по болотам, прокладка каналов для их осушения, были закончены к середине марта 1902 года. Это позволило ранней весной начать земляные работы. На смену татарам, отправленным на родину, стали приезжать инженеры, техники, подрядчики, потянулись партии рабочих-землекопов из Виленской, Гродненской, Смоленской, Рязанской и Киевской губерний. Распределенные по участкам, они принялись за устройство земляных насыпей под полотно железной дороги. За лето было выполнено до 75 процентов этих работ. На всем протяжении линий установлены телеграфные столбы, произведена подготовка к строительству мостов. Все лето шел подвоз необходимых материалов. Большинство из них — цемент, камень, тёс, рельсы — доставлялось по Тихвинской водной системе. Вблизи города были построены кирпичные заводы и пункты по производству шпал. До сих пор район на западе Тихвина носит название Шпалорезка.
Строительство всей железной дороги Санкт-Петербург — Вологда — Вятка велось под руководством начальника строительства инженер-генерала В. А. Саханского. Грандиозные по тому времени сооружения — мосты через Волхов и Шексну — возводили инженеры В. А. Фесенков и И. Ф. Пальмгрен. В начале XX века эти фамилии были на устах у каждого тихвинца. С огромным интересом воспринимали горожане все, что было связано с постройкой железной дороги.
На станциях Тихвин, Бабаево и Череповец появились вокзалы-близнецы. В них имелось по два зала ожидания (для пассажиров первого, а также второго и третьего классов), буфет, кабинеты для начальника станции и жандарма, а также ватер-клозеты, причём только для дам. Около вокзала открывались разного рода торговые заведения: казённая винная лавка, портерная, чайная, закусочная и, наконец, мелочные лавки. Были построены даже никогда не бывалые здесь торговые бани. Устроители станции Тихвин стремились учитывать все потребности будущих пассажиров и тех, кто станет обслуживать железную дорогу. А она все приближалась к Тихвину.
Сестра поэта Всеволода Рождественского Ольга Александровна в своих воспоминаниях пишет:

Полустанок Черенцово находился в двух-трёх верстах от нашей дачи. Знакомая тропинка вела через берёзовый мостик к насыпи и большому железнодорожному мосту через Лунёнку. Странно было видеть это могучее сооружение современной техники в таком глухом лесу. «Великий Сибирский путь» только что проложили, и я помню, как крестьяне рассказывали: когда шёл первый поезд из Петербурга, медведь появился из леса, встал на дыбы и с рёвом ринулся навстречу поезду (которым и был задавлен).
Как описывает прибытие первых поездов в Тихвин 100 лет назад местный общественный деятель и литератор Леонид Иванович Григорьев:

Прибытие первых поездов составило для тихвинцев целое событие. На станции Тихвин и по полотну дороги образовались целые партии гуляющих, с нетерпением поджидавших прибытие паровоза, что последовало 2 июня 1904 года. Поезд, состоявший из локомотива с тендером, багажного вагона и до десяти открытых платформ, нагруженных рельсами, болтами, железными скрепами, гайками и пр. принадлежностями рельсовых сооружений, медленно двигался вслед за партией рабочих, укладывавших рельсы. Прокладку последних производила партия рабочих в 60 человек, в сутки ими укладывалось от 2 до 3 вёрст.

Несмотря на постоянную сырость и дожди, заметно влияющие на ход дела, постройка С.-Петербургско — Вятской железной дороги в пределах Тихвинского участка быстро близится к полному окончанию. В Тихвин, начиная со 2 июня, ежедневно приходят и уходят рабочие поезда, оглашающие по ранним утрам и вечерам воздух пронзительным, непривычным по здешним местам, рёвом паровиков и шумом двигающихся колёс. Рельсовый путь проложен далеко уже за Тихвин и в августе у станции Сомина (Ефимовская. — Л. В.) будет сомкнут с рельсами, укладываемыми со стороны Череповца. Таким образом, не позже осени текущего года, Тихвин будет иметь беспрерывное рельсовое сообщение на запад с С.-Петербургом, а на восток с Череповцом, а за ним и с Вологдою. Станционные сооружения на всём Тихвинском участке заканчиваются отделкою. Наиболее красиво выглядит большое каменное здание вокзала станции Тихвин; оно имеет 35 саж. и особую каменную запасную пристройку для кухни, которая, в случае необходимости, может быть употреблена для расширения вокзала. Рядом с вокзалом возвышается изящная каменная часовня в московско-византийском стиле, сооружаемая Тихвинским Большим монастырём, в которой во время остановки пассажирских поездов будут служить молебны пред образом Божией Матери. Остальные станционные сооружения совершенно готовы, за исключением большого каменного паровозного здания на 8 локомотивов, которое строится рядом с водопроводной башней.

Пред вокзалом будет разбит сквер, от которого намечается выезд в город. К устройству последнего ещё не приступлено. Против самого вокзала лежит второстепенная Новгородская улица, довольно узкая и не мощёная; главная же трактовая улица Павловская лежит несколько левее. Не подлежит никакому сомнению, что городское общественное управление выездным путём с вокзала сделает Павловскую улицу, как более видную и широкую и к тому же занимающую против Новгородской улицы повышенное положение, вследствие чего она всегда будет чище и суше Новгородской. Для этого придётся соединить её с вокзальной площадкой небольшим боковым проездом, сооружение которого стоит сущие пустяки.
За 1904—1905 год возвели деревянные бараки для проживания железнодорожников, бетонированные погреба-холодильники, амбулаторию, склады, пакгауз, стрелочные будки, водонапорную башню, мастерские, паровозное депо на 8 локомотивов. Цифры, обозначающие год его постройки — 1904, и сейчас можно различить на верхней части фасада депо. Все эти сооружения строились по типовым проектам. Это позволяло применить одни и те же детали на всем протяжении линии и ускорить строительство железной дороги.

### Открытие движения
Движение пассажирских поездов на всем протяжении пути Санкт-Петербург — Вологда — Вятка открылось 1 января 1906 года.

Теперь одним из любимых развлечений тихвинцев стали прогулки на вокзал. Для горожан было в диковинку смотреть на маневровые поезда, так называемые «кукушки», оглашавшие ближайшие окрестности коротким пронзительным свистом, и на то, как разворачивали на поворотном круге паровоз. Мальчишек было отсюда не отогнать! А сколько новых специальностей появилось в городе: машинист, помощник машиниста, кочегар, стрелочник, кондуктор... Отныне с железной дорогой, с вокзалом были связаны все события, происходившие в городе.

### Новейшая история
В 1987 году проложен второй путь, станция расширена и реконструирована.

Шли годы. Здание вокзала ветшало. В 1990 году началась его реставрация, которая продолжалась пять лет. Сделав значительную перепланировку внутри, фасад восстановили почти в том же виде, в котором он предстал перед тихвинцами в начале века и каким его запечатлел на своей фотографии А. М. Кузнецов. Рядом построили два современных корпуса. Очень жаль, что при этом снесли изящную каменную часовенку в русско-византийском стиле, уничтожив тем самым одну из достопримечательностей Тихвина. Эта потеря значительно обеднила эстетическое восприятие вокзала, который был и остается местом встреч и расставаний, местом, где человек чувствует себя совершенно по-особенному, ведь вокзал — это всегда начало чего-то нового. Люди ставили в часовне свечку, чтобы начало это было удачным: то ли дальняя дорога, то ли возвращение.
В 2004 году здание вокзала было капитально отремонтировано, перрон вымощен тротуарной плиткой. Именно сюда, на Тихвинский вокзал, 8 июля 2004 года прибыл железнодорожный состав, в котором находилась возвращённая из Чикаго святыня православного мира Тихвинская икона Божией Матери.
В 2016 году на привокзальной площади был установлен памятник детям блокады, погибшим при авиационном налете на станцию Тихвин 14 октября 1941 года.

## Инфраструктура
От станции отходит неэлектрифицированная однопутная ветка на Будогощь.

## Пассажирские перевозки

### Пригородные поезда
От Тихвина отправляются электропоезда в двух направлениях:
- Бабаево — Тихвин —Волховстрой 1 — Санкт-Петербург (Ладожский вокзал/Московский вокзал).
- Тихвин — Пикалёво — Бабаево.

Поезд на тепловозной тяге Тихвин — Будогощь один раз в неделю по субботам.

### Поезда дальнего следования
На станции останавливаются все проходящие через неё поезда дальнего следования, идущие в Санкт-Петербург, Екатеринбург, Вологду, Бабаево, Архангельск, Шарью, Челябинск, Воркуту, Котлас, Тюмень и другие города.
| Круглогодичное обращение поездов | Круглогодичное обращение поездов | Круглогодичное обращение поездов | Круглогодичное обращение поездов |
| № поезда                         | Маршрут движения                 | № поезда                         | Маршрут движения                 |
| -------------------------------- | -------------------------------- | -------------------------------- | -------------------------------- |
| 9                                | Архангельск — Санкт-Петербург    | 10                               | Санкт-Петербург — Архангельск    |
| 13 «Новокузнецк»                 | Новокузнецк — Санкт-Петербург    | 14 «Новокузнецк»                 | Санкт-Петербург — Новокузнецк    |
| 71 «Демидовский Экспресс»        | Екатеринбург — Санкт-Петербург   | 72 «Демидовский Экспресс»        | Санкт-Петербург — Екатеринбург   |
| 73                               | Тюмень — Санкт-Петербург         | 74                               | Санкт-Петербург — Тюмень         |
| 77                               | Воркута — Санкт-Петербург        | 78                               | Санкт-Петербург — Воркута        |
| 97                               | Микунь — Санкт-Петербург         | 98                               | Санкт-Петербург — Микунь         |
| 123                              | Киров — Санкт-Петербург          | 124                              | Санкт-Петербург — Киров          |
| 617 «Белые ночи»                 | Вологда — Санкт-Петербург        | 618 «Белые ночи»                 | Санкт-Петербург — Вологда        |
| Сезонное обращение поездов       |                                  |                                  |                                  |
| № поезда                         | Маршрут движения                 | № поезда                         | Маршрут движения                 |
| 191                              | Челябинск — Санкт-Петербург      | 192                              | Санкт-Петербург — Челябинск      |